# Kerim Abdraufowitsch Chakimow
Kerim Abdraufowitsch Chakimow (russisch Карим Абдрауфович Хакимов; * 28. November 1892 in Djusjanowo, Gouvernement Ufa, Baschkortostan; † 10. Januar 1938, Butowo, Oblast Moskau) war ein sowjetischer Diplomat.

## Leben
Von 1908 bis 1909 studierte Kerim Chakimow an der Madrasa von Kargaly in der Oblast Orenburg. Von 1910 bis 1911 studierte er an der 1906 gegründeten Madrasa Galia in Ufa (Stadt). In seiner Jugend arbeitete er in einem Bergwerk bei Konibodom. 1917 bestand er als Externer sein Abitur in Tomsk. Von 1918 bis 1919 war er Mitglied des Orenburger Moslemisch Militärisch Revolutionären Komitees, Provinzkommissar für Bildung. Bei einer Auseinandersetzung im August und September 1919 in der Turkestan mit der Weißen Armee hatte er das Kommando des zweiten Bataillons im Gebiet Orenburg sowie einer Tatarenbrigade der Roten Armee.
1920 trat er mit einer Empfehlung von Walerian Wladimirowitsch Kuibyschew in das von Georgi Wassiljewitsch Tschitscherin geleite Volkskommissariat für auswärtige Angelegenheiten. Von 1920 bis 1921 war er Stellvertreter des Leiters der Politischen Abteilung des Militärbezirkes Turkestan. Zeitweise war er Sekretär der Kommunistischen Partei von Turkestan, bevollmächtigte Vertreter der Volksrepublik Buchara im Obersten Sowjet der UdSSR sowie Sekretär der Kommunistischen Partei von Buchara. Von Oktober 1921 bis Juli 1924 war er Generalkonsul in Maschhad.
Im Dezember 1922 vereinbarte Georgi Wassiljewitsch Tschitscherin während der Konferenz von Lausanne die Aufnahme von diplomatischen Beziehungen mit einem Vertreter von Hussein ibn Ali (Hedschas). Am 9. August 1924 legte Kerim Chakimow sein Akkreditierungsschreiben bei Hussein ibn Ali (Hedschas) vor und erhielt Exequatur als Generalkonsul. 1925 machte Kerim Chakimow einen Haddsch nach Mekka. Nach dem Abd al-Aziz ibn Saud die Hedschas überfallen und besetzen hatte lassen, war die sowjetische Regierung die erste, die das neue Regime anerkannte. So wurde Chakimow der Doyen des diplomatischen Corps in Dschidda.
Von 1926 bis 1928 führte Kerim Chakimow den Titel Bevollmächtigter der Sowjetunion im Königreich des Hedschas, Nadschd und assoziierten Territorien. 1927 bestellte er einen Frachter mit Zucker, Kerosin und Mehl aus Odessa nach Dschidda. Das Mehl erhielt ob seiner Qualität den Namen Moskau. Chakimow sah den Wahabismus als eine Ideologie mit "antiimperialistischen Potenzial".
Von Januar 1929 bis 1931 war er Bevollmächtigter der Sowjetunion im Jemen.
Von 1932 bis 1935 studierte er am Institut der Roten Professur in Moskau.
Kerim Chakimow wurde bei stalinschen Säuberungen auf dem Schießplatz in Butowo erschossen. Im Januar 1956 wurde er vollständig rehabilitiert.

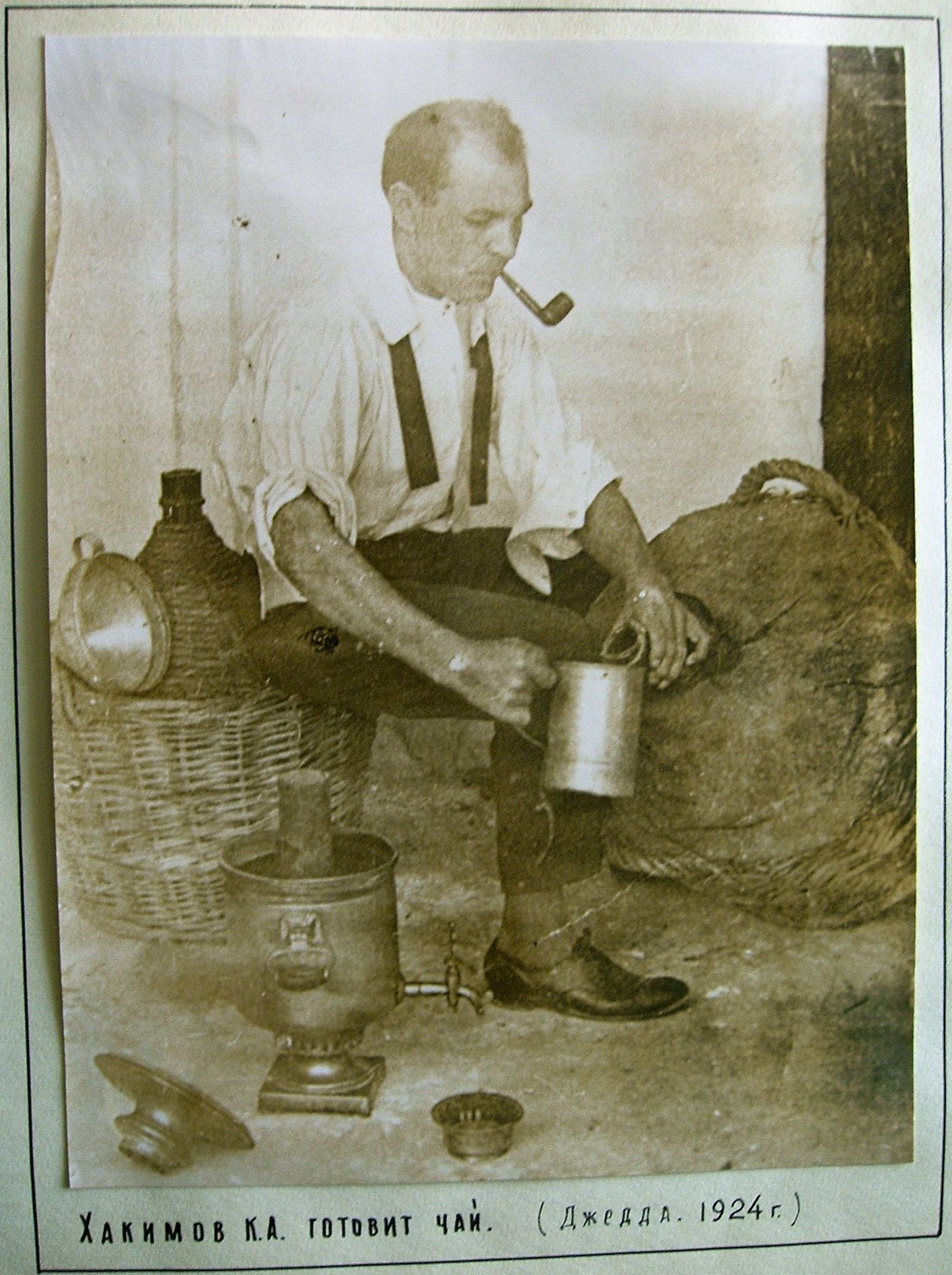
Kerim Chakimow mit Samowar.
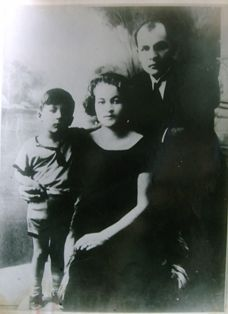
Familie Chakimow
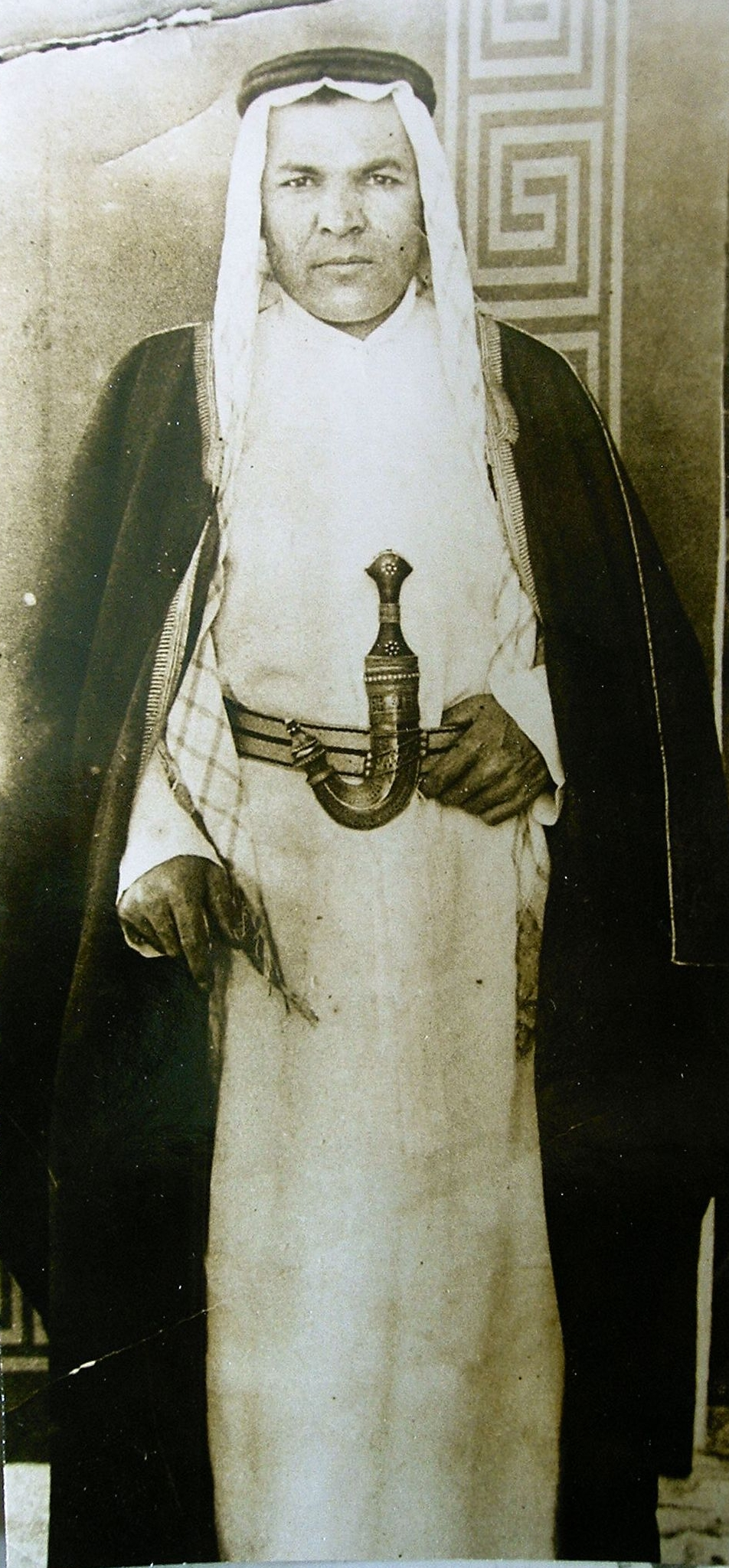
Kerim Chakimow im Kaftan
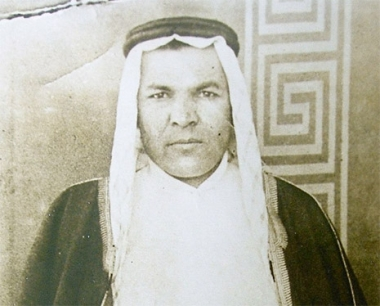
Kerim Chakimow, Porträt
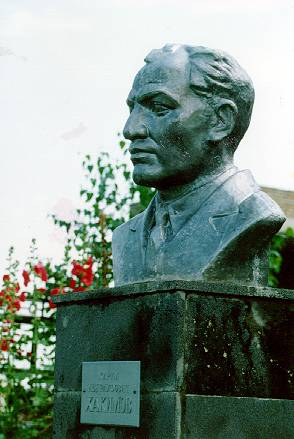
Denkmal von Kerim Abdraufowitsch Chakimow